# Jürgen Borsch
Jürgen Borsch (* 16. Januar 1956 in Koblenz) ist ein deutscher Diplomat im Ruhestand. Er war zuletzt von September 2016 bis Juni 2021 Botschafter in Malawi.

## Leben
Jürgen Borsch legte 1975 am Eichendorff-Gymnasium in Koblenz sein Abitur ab und trat 1976, nach dem Wehrdienst, in den Diplomatischen Dienst ein.
Borsch ist verheiratet und hat zwei erwachsene Kinder.

## Laufbahn
1976 begann Jürgen Borsch die Ausbildung für den gehobenen Auswärtigen Dienst. Nach Auslandseinsätzen in den Botschaften in Warschau und Damaskus absolvierte er von 1991 bis 1993 die Ausbildung für den höheren Auswärtigen Dienst. Es folgten Verwendungen als Referent in der Europaabteilung des Auswärtigen Amtes in Bonn (1993–1996), Politischer Referent an der Botschaft in Washington (1996–1999) und Referent in der Zentralabteilung des Auswärtiges Amtes in Berlin (1999–2002).
Von 2002 bis 2005 war er Konsul am Generalkonsulat Hongkong und kam 2005 zum Krisenreaktionszentrum im Auswärtigen Amt, bis 2008 als stellvertretender Referatsleiter und von 2008 bis 2013 als Referatsleiter.
Von 2013 bis 2016 diente Borsch als Generalkonsul für Florida, Puerto Rico und die US Virgin Islands, mit Sitz in Miami. Im Juli 2015 wurde durch Wikileaks bekannt, dass sein Name auf der Liste der vom NSA abgehörten Personen stand.
Im September 2016 wurde er als Botschafter nach Lilongwe (Republik Malawi) entsandt, wo er auf Peter Woeste folgte. Nach Ablauf seiner Amtszeit in Malawi trat er Mitte 2021 in den Ruhestand.